# Комањаска (Браила)
Комањаска (рум. Comăneasca) насеље је у Румунији у округу Браила у општини Тудор Владимиреску. Oпштина се налази на надморској висини од 8 m.

## Становништво
Према подацима из 2002. године у насељу је живело 254 становника, од којих су сви румунске националности.